# Желодник
Желодник (словен. Želodnik) — поселення в общині Домжале, Осреднєсловенський регіон, Словенія. 
Висота над рівнем моря: 310,7 м.